# Karel Augusta (malíř)
Karel Augusta (16. září 1883 Humpolec – 7. února 1974 Olomouc), byl český malíř, a středoškolský profesor.

## Život
Narodil se v Humpolci, v rodině místního kupce Petra Augusty. Měl ještě staršího bratra Jaroslava, který byl rovněž znamenitým malířem. V roce 1892 se celá rodina přestěhovala na Slovensko, do Rimavské Soboty a pak do Tisovce, kde prožil své mládí. Po maturitě na reálném gymnáziu v Hodoníně studoval na pražské malířské akademii u prof. H.Schwaigra. Studium ukončil v roce 1908. Po ukončení studia na akademii působil jako profesor kreslení v Klatovech, Kyjově a v letech 1911–1938 na gymnáziu v Prostějově, kromě let 1915–1918 kdy absolvoval vojenskou službu. Mezi jeho žáky patřil např. i básník Jiří Wolker. Krom svého učitelského povolání se věnoval figurální malbě, maloval portréty a zátiší. Byl členem "Grupy uhersko-slovenských malířů" . Přispíval do časopisu "Naše Slovensko" a v letech 1904–1912 se účastnil výstav této "Grupy". Se svým bratrem Jaroslavem nezapomínali na svůj rodný kraj a v létě se na Vysočinu vraceli. Společně v roce 1911 uspořádali soubornou výstavu svých děl v Humpolci. Sám v roce 1910 vystavoval se slovenskými malíři v Praze v "Topičově salonu". Karel Augusta zemřel v Olomouci 7. února 1974 ve věku nedožitých 91 let.